# Noroît
Noroît è un film del 1976 diretto da Jacques Rivette.
È idealmente il terzo capitolo di una quadrilogia di cui fanno parte Céline e Julie vanno in barca (1974), Duelle (1976) e Storia di Marie e Julien (2003); tutti e quattro diretti dallo stesso Rivette.